# Ruslan i Ljudmila (poema)
"Ruslan i Ljudmila" - prva dovršena poema Aleksandra Sergejeviča Puškina.
Djelo je napisano kao epska bajka koja se sastoji od posvete, šest "pjesama" i epiloga. Pripovijeda o Ljudmili, kćeri Vladimira I., koju je oteo zli čarobnjak, i pokušaju hrabrog viteza Ruslana da ju pronađe i spasi.

## Povijest nastanka poeme
Puškin je započeo pisati poemu 1817., dok je pohađao Carskoselski licej. Temelji se na ruskoj bajci koju je čuo u djetinjstvu. Prije no što je izdana 1820., Puškin je bio prognan na jug Rusije zbog političkih ideja koje je iznio u drugim djelima, npr. u odi Sloboda. Nešto izmijenjena verzija djela izdana je 1828.
Puškin je postavio sebi za cilj stvoriti "bogatirsku" bajkovitu poemu u duhu epskog spjeva Mahnitog Orlanda Ludovica Ariosta, koji je poznavao iz francuskih prijevoda. Nadahnjivao ga je također Voltaire (Djevica Orleanska, Što se sviđa damama) i ruske književne bajke (npr. pripovijest о Jeruslanu Lazareviču, Baharijana Heraskova, Ilja Muromec Karamzina, i osobito Aljoša Popovič Nikolaja Radiščeva). Neposredni poticaj na početak rada na poemi postao je izlazak prvih tomova karamzinske Povijesti ruske države u veljači 1818., iz kojih je posudio mnoge detalje i imena trojice Ruslanovih protivnika (Rogdaj, Ratmir i Farlaf).
Poema je napisana astrofičnim četverostopnim jambom, koji je, počevši od Ruslana, postao bez iznimke dominantni oblik romantičarske poeme.
Poema parodira baladu Žukovskog Dvanaest usnulih djeva. Puškin dosljedno ironično snižava uzvišenost likova Žukovskog, zasićuje siže šaljivim erotičnim elementima (epizoda s Glavom, posuđena iz bajke o Jeruslanu Lazareviču - "krsnom kumu" puškinskog Ruslana, koji na taj isti način dolazi do bogatirskog mača), koristi "pučku" leksiku ("удавлю", "чихнула"). Puškinovo "parodiranje" Žukovskog u početku nema negativne primjese i nosi prvenstveno prijateljski karakter; poznato je da se Žukovski "srdačno veselio" puškinskoj šali, a nakon izlaska poeme poklonio je Puškinu svoj portret s natpisom "Pobjedniku-učeniku od pobijeđenog učitelja". Kasnije, početkom 1830-ih, zreli je Puškin, sad već skloniji kritički ponovo ocjenjivati mladenačke pokušaje, žalio što je parodirao Dvanaest usnulih djeva "za ljubav svjetini".

## Povijesna osnova
Neki od događaja i imena u poemi imaju povijesnu osnovu. Radnja se događa u Kijevu, u vrijeme dok je bio prijestolnica prve istočnoslavenske države Kijevska Rus', i za vladavine Vladimira I. (980. – 1015.).
Ime Ruslan je preuzeto iz ranijih priča o Jeruslanu Lazareviču, a Puškin ga još spominje u Arapinu Petra Velikog. Rogdaj i Farlaf se spominju u Karamzinovoj Povijesti ruske države
Pečenezi, koji su izveli opsadu Kijeva 968., spominju se u šestoj pjesmi, te ponovo (u godini koja ima smisla kao moguća vremenska crta poeme) 997. Opis bitke je povijesno točan s obzirom na oružje i taktiku koju su koristili u 10. stoljeću.

## Izdanje
Poema je počela izlaziti u Sinu domovine u proljeće 1820. u odlomcima, a prvo posebno izdanje je izašlo u svibnju iste godine (upravo u dane Puškinova progonstva na jug), te je izazvalo gnjev mnogih kritičara koji su u njoj vidjeli "nemoralnost" i "nedoličnost". Aleksandar Vojejkov, koji je započeo časopisnu publikaciju neutralno-blagonaklone analize poeme, u posljednjem ju je dijelu recenzije pod utjecajem I.I. Dmitrijeva iskritizirao. Drugačije je stajalište zauzeo P. Katenin, koji je prigovorio Puškinu, naprotiv, nedovoljnu narodnost i suvišno "dotjerivanje" ruskih bajki u duhu francuskih salonskih pripovijesti. Značajan dio čitatelja oduševljeno je prihvatio poemu, a od njezine pojave započela je sveruska Puškinova slava.
Epilog poeme je Puškin napisao kasnije, za vrijeme progonstva na Kavkaz. Godine 1828. Puškin je priredio drugo izdanje poeme, dodao epilog i nanovo napisani "prolog" - službeno dio prve pjesme, koji je zaoštrio uvjetno-folklorni kolorit teksta, a također smanjio mnoge erotske epizode i lirske umetke. Kao predgovor, Puškin je ponovo otisnuo neke kritičke odazive na izdanje iz 1820., koji su u novim književnim prilikama postali otvoreno apsurdni. Godine 1830., ponovo odbacujući u Opovrgavanju kritičara stare optužbe za nemoralnost, pjesnik je naglasio da mu sad u poemi, pak, ne odgovara nedostatak pravog osjećaja: "Nitko čak nije primijetio da je ona hladna".

## Adaptacije
Mihail Glinka je prema poemi skladao istoimenu operu, koju je stvarao između 1837. i 1842.
Dugometražni film Ruslan i Ljudmila, koji se temelji na istoimenoj poemi, produciran je u Sovjetskom Savezu 1972. Režirao ga je Aleksandr Ptuško, a u naslovnim ulogama se pojavljuju Natalja Petrova i Valerij Kozinec. Od ostalih filmskih verzija vrijedi spomenuti istoimeni nijemi film iz 1915. koji je producirala kompanija Hanžonkov, a režirao Władysław Starewicz, i televizijski film iz 1996. koji se temelji na Glinkinoj operi, koji je režirao Hans Hulscher, a producirao NHK.
Rečenice iz prologa poeme neprestano ponavlja lik Maše iz drame Tri sestre Antona Čehova.